# قائمة أنواع الأكمية
يوجد عدة أنواع من جنس الأكمية:	  
- أكمية أورلاندية (الاسم العلمي: Aechmea orlandiana)
- أكمية باهتة (الاسم العلمي: Aechmea pallida)
- أكمية بنفسجية (الاسم العلمي: Aechmea purpurea)
- أكمية بنفسجية وردية (الاسم العلمي: Aechmea purpureorosea)
- أكمية بيضاء (الاسم العلمي: Aechmea alba)
- أكمية تيلندسانية (الاسم العلمي: Aechmea tillandsioides)
- أكمية ثلاثية الألوان (الاسم العلمي: Aechmea tricolor)
- أكمية ثنائية الأزهار (الاسم العلمي: Aechmea biflora)
- أكمية ثنائية الألوان (الاسم العلمي: Aechmea bicolor)
- أكمية جذابة (الاسم العلمي: Aechmea spectabilis)
- أكمية جريسية (الاسم العلمي: Aechmea campanulata)
- أكمية حمراء (الاسم العلمي: Aechmea rubens)
- أكمية ذنبية (الاسم العلمي: Aechmea caudata)
- أكمية رأسية (الاسم العلمي: Aechmea cephaloides)
- أكمية شانتينية (الاسم العلمي: Aechmea chantinii)
- أكمية صخرية (الاسم العلمي: Aechmea saxicola)
- أكمية صعلاء (الاسم العلمي: Aechmea microcephala)
- أكمية ضيقة الأوراق (الاسم العلمي: Aechmea angustifolia)
- أكمية عثكولية (الاسم العلمي: Aechmea paniculata)
- أكمية عنقودية (الاسم العلمي: Aechmea racemosa)
- أكمية قلنسوية (الاسم العلمي: Aechmea cucullata)
- أكمية قمحية (الاسم العلمي: Aechmea triticina)
- أكمية قنابية (الاسم العلمي: Aechmea bracteata)
- أكمية كلوروفيلية (الاسم العلمي: Aechmea chlorophylla)
- أكمية كولومبية (الاسم العلمي: Aechmea colombiana)
- أكمية لازوردية (الاسم العلمي: Aechmea azurea)
- أكمية لبدية (الاسم العلمي: Aechmea tomentosa)
- أكمية لينة (الاسم العلمي: Aechmea mollis)
- أكمية ماجينالية (الاسم العلمي: Aechmea maginallii)
- أكمية ماريا ريجينا (الاسم العلمي: Aechmea mariae-reginae)
- أكمية متعددة الأزهار (الاسم العلمي: Aechmea multiflora)
- أكمية متناقضة (الاسم العلمي: Aechmea paradoxa)
- أكمية مثقبة (الاسم العلمي: Aechmea perforata)
- أكمية مثلثة (الاسم العلمي: Aechmea triangularis)
- أكمية مجدلية (الاسم العلمي: Aechmea magdalenae)
- أكمية مخروطية (الاسم العلمي: Aechmea conifera)
- أكمية مرتنسية (الاسم العلمي: Aechmea mertensii)
- أكمية مسننة (الاسم العلمي: Aechmea serrata)
- أكمية مشطية (الاسم العلمي: Aechmea corymbosa)
- أكمية مضغوط (الاسم العلمي: Aechmea compacta)
- أكمية مكسيكية (الاسم العلمي: Aechmea mexicana)
- أكمية ملينونية (الاسم العلمي: Aechmea melinonii)
- أكمية مورية (الاسم العلمي: Aechmea moorei)
- أكمية مولفوردية (الاسم العلمي: Aechmea mulfordii)
- أكمية مونينية (الاسم العلمي: Aechmea moonenii)
- أكمية مؤتلف (الاسم العلمي: Aechmea conferta)
- أكمية ناصعة البياض (الاسم العلمي: Aechmea nivea)
- أكمية نالية (الاسم العلمي: Aechmea nallyi)
- أكمية هامشية (الاسم العلمي: Aechmea marginalis)
- أكمية هرمية (الاسم العلمي: Aechmea pyramidalis)
- (الاسم العلمي: Aechmea abbreviata)
- (الاسم العلمي: Aechmea aciculosa)
- (الاسم العلمي: Aechmea aculeatosepala)
- (الاسم العلمي: Aechmea aguadocensis)
- أكمية أليغرية (الاسم العلمي: Aechmea alegrensis)
- (الاسم العلمي: Aechmea allenii)
- (الاسم العلمي: Aechmea alopecurus)
- (الاسم العلمي: Aechmea amicorum)
- (الاسم العلمي: Aechmea amorimii)
- (الاسم العلمي: Aechmea ampla)
- (الاسم العلمي: Aechmea andersoniana)
- (الاسم العلمي: Aechmea andersonii)
- (الاسم العلمي: Aechmea anomala)
- (الاسم العلمي: Aechmea apocalyptica)
- (الاسم العلمي: Aechmea aquilega)
- (الاسم العلمي: Aechmea araneosa)
- (الاسم العلمي: Aechmea arenaria)
- (الاسم العلمي: Aechmea aripoensis)
- (الاسم العلمي: Aechmea atrovittata)
- (الاسم العلمي: Aechmea bahiana)
- (الاسم العلمي: Aechmea bambusoides)
- (الاسم العلمي: Aechmea blanchetiana)
- (الاسم العلمي: Aechmea blumenavii)
- (الاسم العلمي: Aechmea bocainensis)
- (الاسم العلمي: Aechmea brachyclada)
- (الاسم العلمي: Aechmea brachystachys)
- (الاسم العلمي: Aechmea brassicoides)
- (الاسم العلمي: Aechmea brevicollis)
- (الاسم العلمي: Aechmea bromeliifolia)
- (الاسم العلمي: Aechmea bruggeri)
- (الاسم العلمي: Aechmea burle-marxii)
- (الاسم العلمي: Aechmea caesia)
- (الاسم العلمي: Aechmea callichroma)
- (الاسم العلمي: Aechmea calyculata)
- (الاسم العلمي: Aechmea canaliculata)
- (الاسم العلمي: Aechmea candida)
- (الاسم العلمي: Aechmea capitata)
- (الاسم العلمي: Aechmea cariocae)
- (الاسم العلمي: Aechmea carvalhoi)
- (الاسم العلمي: Aechmea castanea)
- (الاسم العلمي: Aechmea castelnavii)
- (الاسم العلمي: Aechmea catendensis)
- (الاسم العلمي: Aechmea cathcartii)
- (الاسم العلمي: Aechmea coelestis)
- (الاسم العلمي: Aechmea comata)
- (الاسم العلمي: Aechmea confusa)
- (الاسم العلمي: Aechmea contracta)
- (الاسم العلمي: Aechmea correia-arauji)
- (الاسم العلمي: Aechmea costantinii)
- (الاسم العلمي: Aechmea curranii)
- (الاسم العلمي: Aechmea cylindrata)
- (الاسم العلمي: Aechmea cymosopaniculata)
- (الاسم العلمي: Aechmea dactylina)
- (الاسم العلمي: Aechmea dealbata)
- (الاسم العلمي: Aechmea decurva)
- (الاسم العلمي: Aechmea depressa)
- (الاسم العلمي: Aechmea dichlamydea)
- (الاسم العلمي: Aechmea digitata)
- (الاسم العلمي: Aechmea discordiae)
- (الاسم العلمي: Aechmea disjuncta)
- (الاسم العلمي: Aechmea distichantha)
- (الاسم العلمي: Aechmea downsiana)
- (الاسم العلمي: Aechmea drakeana)
- (الاسم العلمي: Aechmea echinata)
- (الاسم العلمي: Aechmea egleriana)
- (الاسم العلمي: Aechmea emmerichiae)
- (الاسم العلمي: Aechmea entringeri)
- (الاسم العلمي: Aechmea esseri)
- (الاسم العلمي: Aechmea eurycorymbus)
- (الاسم العلمي: Aechmea exotica)
- (الاسم العلمي: Aechmea farinosa)
- (الاسم العلمي: Aechmea fasciata)
- (الاسم العلمي: Aechmea fendleri)
- (الاسم العلمي: Aechmea fendleri)
- (الاسم العلمي: Aechmea fernandae)
- (الاسم العلمي: Aechmea ferruginea)
- (الاسم العلمي: Aechmea filicaulis)
- (الاسم العلمي: Aechmea flavorosea)
- (الاسم العلمي: Aechmea flemingii)